# Эллинотюркизм

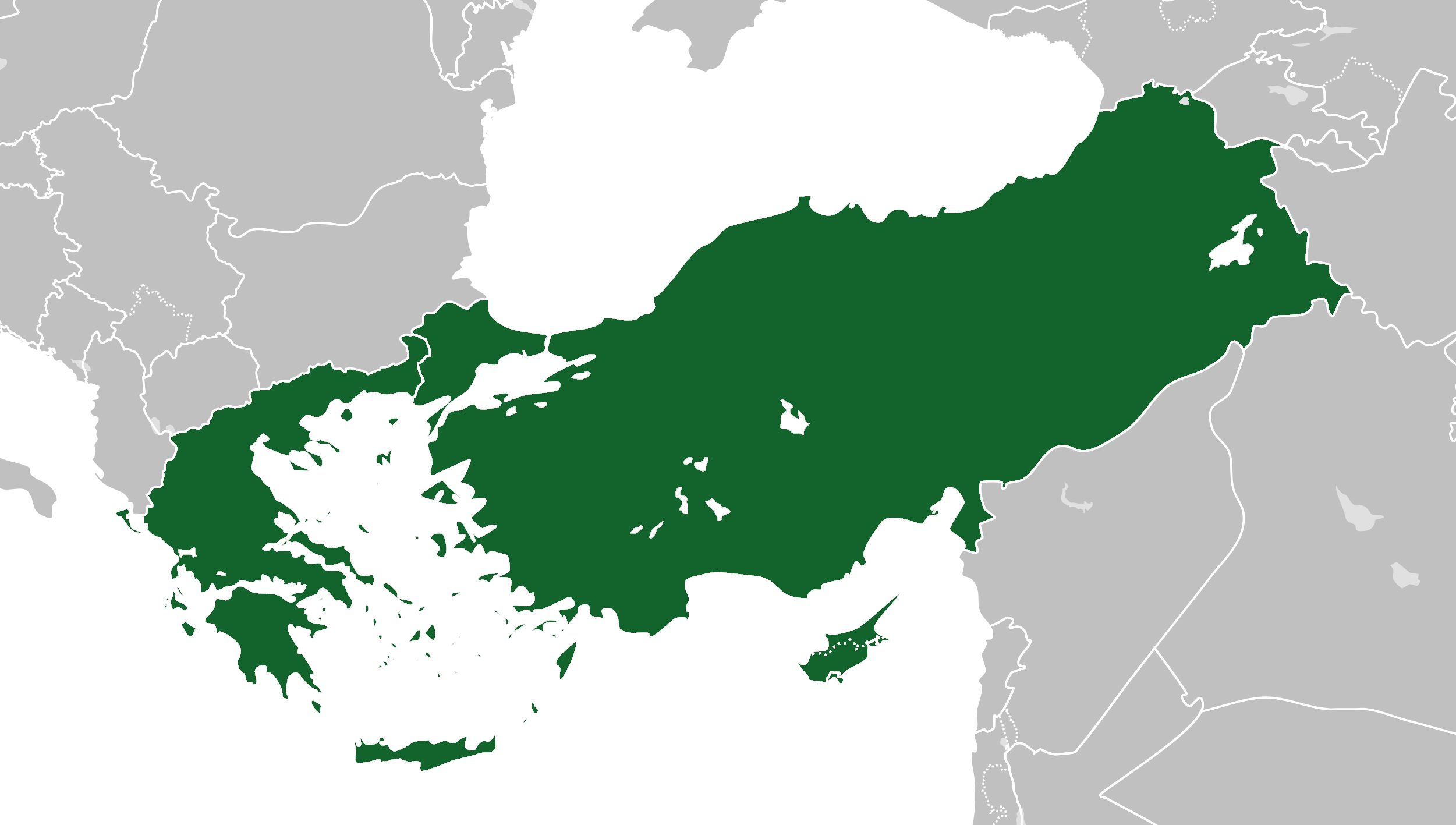
Объединённая карта Республики Кипр, Северного Кипра, Греции и Турции

Эллинотюркизм (греч. Ελληνοτουρκισμός; тур. Helenotürkizm) — политическая концепция создания единой греко-турецкой политической организации, основанная на тесном взаимодействии и взаимном соседстве греческого и турецкого народов и их культур с XI века н.э.
Автором данного термина и главным идеологом эллинотюркизма является греческий историк, философ и геополитик Димитрис Кицикис. Сторонники эллинотюркизма поддерживают разные основные принципы и положения, однако большинство придерживается идеи о том, что как данные нации, так и данные народы имеют схожие культурные и традиционные основы, общую историю, а также являются генетически родственными.
Другой основой идеологии является вера в то, что такое объединение создаст новую глобальную и региональную, военную и экономическую силу в рамках Европейского Союза и НАТО, которая также позволит мирным путем разрешать текущие споры между кипрскими, греческими и турецкими государствами и сообществами. В частности, речь идёт о  конфликте на острове Кипр, Эгейском вопросе, а также об иных конфликтах между Турцией, Грецией, Республикой Кипр и Турецкой Республикой Северного Кипра, касающихся определения морских границ.

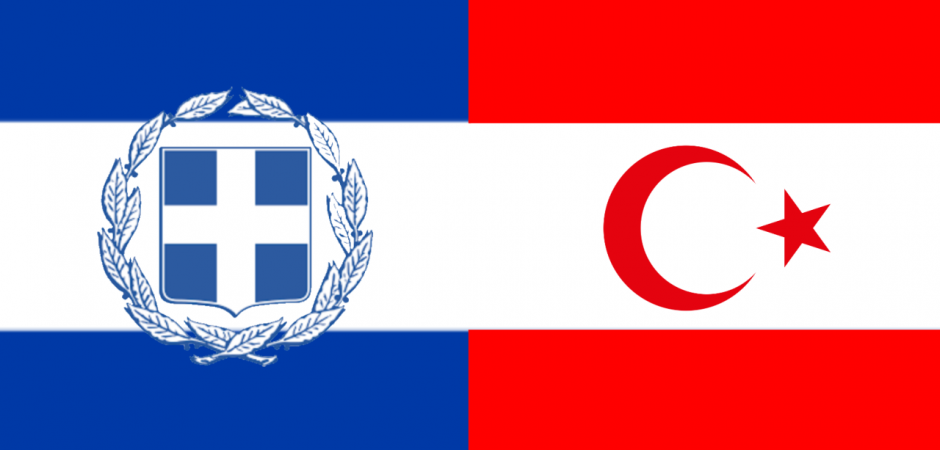
Предлагаемый флаг Турецко-греческой Конфедерации (Восточно-Средиземноморской Конфедерации), выступающий одним из символов идеологии эллинотюркизма

## Создание и развитие идеологии
В XV веке греческий философ Георгий Трапезундский, стремящийся синтезировать ислам в форме алевизма и христианство в форме греческого православия, рассматривается некоторыми сторонниками эллинотюркизма как один из главных мыслителей и основоположников их идеологии. В 1466 году в своём письме Мехмеду II, правителю Османской Империи, он обратился как к законному императору римлян и всей земли, а также как к общему императору как римлян, так и турок.

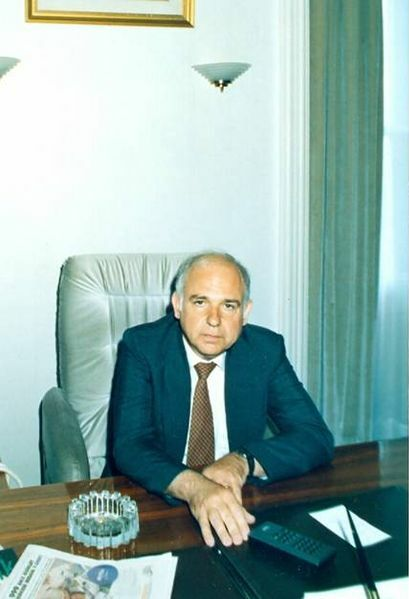
Дмитрий Кицикис в своем кабинете в президентской резиденции в 1990 году во время исполнения им обязанностей советника президента Турции Тургута Озала

Основоположником современного эллинотюркизма является историк Дмитрий Кицикис, который, начиная с 1966 года, посвятил ему многочисленные книги, статьи и доклады на конференциях, а также свою политическую деятельность как в Греции, так и в Турции, в качестве советника греческого президента Константиноса Караманлиса и президента Турции Тургута Озала, продвигая идею турецко-греческой конфедерации.
По мнению сторонников данной идеологии, двуязычная «греко-турецкая конфедерация» (Восточно-средиземноморская конфедерация) между Грецией, Турцией и Кипром (с национальными столицами в Афинах, Анкаре и Никосии и парламентом Конфедерации в Стамбуле) будет являться в некоторой степени реинкарнацией Византийской (либо Османской) империи, тем самым заполняя политический, культурный и экономический вакуум, оставшийся после исчезновения этих двух исторических государств в регионе Восточного Средиземноморья. Такая конфедерация, согласно эллинотюркистам, будет иметь крупнейшую экономику и вооруженные силы в районе, охватывающем Балканы, Ближний Восток, Восточное Средиземноморье, Кавказ и Среднюю Азию, и может стать ключевой мировой великой державой благодаря своему географическому положению. 
Во время греческого финансового кризиса 2010–2015 годов эта идея всплыла как в Турции, так и в Греции. Тем не менее, сегодня эллинотюркизм имеет слабую поддержку как в Турции, так и в Греции, являясь в большинстве своём лишь предметом обсуждения в цифровых СМИ, онлайн-платформах и форумах.

## Заметные сторонники
- Дмитрий Кицикис, греческий историк, геополитик и политический советник
- Георгиос Пападопулос, лидер хунты «чёрных полковников»: согласно Яннису Мазису, профессору тюркологии и евразийских наук Университета Богазичи, Пападопулос «увидел в то время возможность существования такой конфедерации реалистичной в течение следующих 40 лет».